# Olympia (cantante)
Olympia, pseudonimo di Olivia Jayne Bartley (Wollongong, 1982), è una cantautrice e musicista australiana.

## Biografia
Olympia ha pubblicato il suo primo album Self Talk nell'aprile 2016: il disco ha raggiunto la 26ª posizione della ARIA Albums Chart, è stato selezionato all'Australian Music Prize e ha regalato alla cantante la sua prima candidatura agli ARIA Music Awards. Nel 2017 si è esibita in occasione di numerosi festival quali il Falls Festival, The Great Escape Festival, Sound City e Golden Plans Festival. Dopo aver tenuto un tour in madrepatria ad ottobre 2018, nel luglio 2019 è uscito il secondo album di Olympia, intitolato Flamingo, che si è fermato al 100º posto in Australia.

## Discografia

### Album in studio
- 2015 – Self Talk
- 2019 – Flamingo

### EP
- 2013 – Olympia

### Singoli
- 2013 – Atlantis
- 2015 – Honey
- 2015 – This Is Why We Can't Have Nice Things
- 2015 – Tourists
- 2016 – Smoke Signals
- 2016 – Somewhere to Disappear
- 2018 – Star City
- 2019 – Shoot to Forget
- 2019 – Hounds